# Андріївська сільська рада (Бахчисарайський район)
Андрі́ївська сільська́ ра́да — адміністративно-територіальна одиниця та орган місцевого самоврядування у складі Бахчисарайського району Автономної Республіки Крим. Адміністративний центр — село Андріївка.

## Загальні відомості
- Населення ради: 3 480 осіб (станом на 2001 рік)

## Населені пункти
Сільській раді були підпорядковані населені пункти:
- с. Андріївка
- с-ще Сонячний

## Склад ради
Рада складалася з 20 депутатів та голови.
- Голова ради: Чаусов Віктор Данилович
- Секретар ради: Власкіна Світлана Леонідівна

### Керівний склад попередніх скликань
| Прізвище, ім'я, по батькові | Основні відомості                                                         | Дата обрання | Дата звільнення |
| --------------------------- | ------------------------------------------------------------------------- | ------------ | --------------- |
| Левашов Юрій Володимирович  | Сільський голова, 1974 року народження, безпартійний                      | 26.03.2006   | 31.10.2010      |
| Чаусов Віктор Данилович     | Сільський голова, 1951 року народження, освіта вища, член Партії регіонів | 31.10.2010   |                 |

Примітка: таблиця складена за даними сайту Верховної Ради України

### Депутати
За результатами місцевих виборів 2010 року депутатами ради стали:

#### За суб'єктами висування
| Суб'єкт висування           | Кількість обраних депутатів | %  |
| --------------------------- | --------------------------- | -- |
| Партія регіонів             | 9                           | 45 |
| Народна партія              | 8                           | 40 |
| Комуністична партія України | 1                           | 5  |
| Партія Пенсіонерів України  | 1                           | 5  |
| Самовисування               | 1                           | 5  |

#### За округами
| № округу                    | Прізвище, ім'я, по батькові     | Дата визнання обраним | Освіта  | Партійна приналежність          | Відомості про обраного депутата                                           |
| --------------------------- | ------------------------------- | --------------------- | ------- | ------------------------------- | ------------------------------------------------------------------------- |
| Комуністична партія України |                                 |                       |         |                                 |                                                                           |
| 5                           | Кучеренко Тетяна Петрівна       | 01.11.2010            | вища    | позапартійна                    | ТОВ «Качинський+», старший бухгалтер                                      |
| Народна Партія              |                                 |                       |         |                                 |                                                                           |
| 2                           | Харіна Ніна Іванівна            | 01.11.2010            | вища    | член Народної партії            | загальноосвітня школа № 20, директор                                      |
| 3                           | Шалін Вячеслав Павлович         | 01.11.2010            | середня | член Народної партії            | ТОВ «Качинський+», робітник                                               |
| 10                          | Боцаненко Ольга Борисівна       | 01.11.2010            | середня | член Народної партії            | ТОВ «Качинський+», лаборант                                               |
| 12                          | Орлов Анатолій Васильович       | 01.11.2010            | середня | член Народної партії            | ТОВ «Качинський+», охоронець                                              |
| 13                          | Дубров Федір Григорович         | 01.11.2010            | середня | член Народної партії            | ТОВ «Качинський+», електрик                                               |
| 16                          | Телевний Сергій Миколайович     | 01.11.2010            | середня | член Народної партії            | ТОВ «Качинський+», електрик                                               |
| 17                          | Бубнова Катерина Василівна      | 01.11.2010            | середня | член Народної партії            | ТОВ «Качинський+», виноградар                                             |
| 19                          | Малахова Ольга Анатоліївна      | 01.11.2010            | середня | член Народної партії            | ТОВ «Качинський+», бухгалтер                                              |
| Партія Пенсіонерів України  |                                 |                       |         |                                 |                                                                           |
| 9                           | Москвичова Валентина Олексіївна | 01.11.2010            | середня | член Партії пенсіонерів України | пенсіонер                                                                 |
| Партія регіонів             |                                 |                       |         |                                 |                                                                           |
| 1                           | Журавська Лілія Михайлівна      | 01.11.2010            | середня | член Партії регіонів            | тимчасово не працює                                                       |
| 4                           | Лисенкова Валентина Анатоліївна | 01.11.2010            | вища    | член Партії регіонів            | ДДЗ № 81, вихователь                                                      |
| 6                           | Кудласевич Олександр Петрович   | 01.11.2010            | вища    | член Партії регіонів            | приватний підприємець                                                     |
| 7                           | Власкіна Світлана Леонідівна    | 01.11.2010            | середня | член Партії регіонів            | фельдшерсько-акушерський пункт с. Андріївка, медична сестра               |
| 8                           | Бондар Ірина Петрівна           | 01.11.2010            | вища    | член Партії регіонів            | ЗОШ № 20 , вчитель                                                        |
| 11                          | Жукова Ольга Василівна          | 01.11.2010            | вища    | член Партії регіонів            | ТОВ «Качинський+», бригадир                                               |
| 15                          | Ярошенко Людмила Миколаївна     | 01.11.2010            | вища    | член Партії регіонів            | ТОВ «Качинський+», інженер                                                |
| 18                          | Бурдастих Євген Іванович        | 01.11.2010            | середня | член Партії регіонів            | ТОВ «Качинський+», зварювальник — слюсар                                  |
| 20                          | Радовня Геннадій Йосифович      | 15.11.2010            | вища    | член Партії регіонів            | Севастопольський центр професійно-технічної освіти ім. Геловані, викладач |
| Самовисування               |                                 |                       |         |                                 |                                                                           |
| 14                          | Малиновська Віра Анатоліївна    | 01.11.2010            | середня | позапартійна                    | ТОВ «Качинський+», комендант гуртожитків                                  |